# Ногес Акунья, Алехандро
Алехандро Ногес Акунья (исп. Alejandro Nogués Acuňa, 1907 — 1989) — аргентинский шахматист, национальный мастер.
Входил в число сильнейших шахматистов Аргентины 1920—1930-х гг.
В составе сборной Аргентины участник шахматной олимпиады 1927 г. в Лондоне и радиоматча со сборной Уругвая (1946 г.).
Неоднократный участник отборочных турниров на право играть матч с чемпионом Аргентины. Бронзовый призер чемпионата Аргентины 1938 г.
Главное достижение в международных соревнованиях — дележ 3—4 мест в турнире, состоявшемся в Буэнос-Айресе в 1931 г.

## Спортивные результаты
| Год  | Город        | Соревнование                                      | +  | − | = | Результат | Место |
| ---- | ------------ | ------------------------------------------------- | -- | - | - | --------- | ----- |
| 1926 |              | Чемпионат Аргентины                               |    |   |   |           | [ 1 ] |
| 1927 | Лондон       | I Олимпиада (сборная Аргентины, 3-я доска)        | 5  | 5 | 5 | 7½ из 15  |       |
| 1929 | Росарио      | Турнир аргентинских мастеров                      | 4  | 1 | 2 | 5 из 7    | [ 1 ] |
| 1931 | Буэнос-Айрес | Международный турнир                              | 8  | 3 | 2 | 9 из 13   | 3—4   |
|      | Буэнос-Айрес | Чемпионат Аргентины                               | 10 | 5 | 3 | 11½ из 18 | 4—6   |
| 1938 | Ла-Плата     | Чемпионат Аргентины                               | 11 | 4 | 6 | 14 из 21  | 3     |
| 1946 |              | Радиоматч Аргентина — Уругвай (против О. Лафитса) | 0  | 0 | 1 | ½ из 1    |       |